# Pat Flowers
Pour les articles homonymes, voir Flowers.
Ivelee Patrick “Pat” Flowers (né le 16 octobre 1917 à Détroit et mort le 6 octobre 2000  dans la même ville) était un pianiste de jazz et chanteur américain.

## Biographie
Sa réputation de grand pianiste stride fut établie dans les années 1940 et 1950 (son répertoire s'étendait de Frédéric Chopin à Fats Waller).
Son style est hérité de celui des maîtres du Piano stride, notamment de Thomas Wright Waller dont il fut l'élève. Après la mort de celui-ci, il reprit son orchestre Fats Waller & His Rhythm avec qui il enregistra au milieu des années 1940.

## Œuvres interprétées
- After The Sun Goes Down, (1941)
- You're Some Pretty Baby Doll
- Original Blues, (1945)